# Sjömarken
Sjömarken est une localité de Suède située dans la commune de Borås du comté de Västra Götaland. Elle couvre une superficie de 2,25 km2. En 2010, elle compte 2 829 habitants.